# Tie Shan Gong Zhu
Tie Shan Gong Zhu is een Chinese lange tekenfilm uit 1941. De film is geregisseerd door Wan Guchan en diens broer Wan Laiming. Hij werd geproduceerd in Shanghai aan het begin van Wereldoorlog II. Het is de eerste Chinese geanimeerde langspeelfilm en heeft de naam de eerste avondvullende tekenfilm uit Azië te zijn. De film bevindt zich in het publieke domein en maakt veelvuldig gebruik van de rotoscoop.

## Verhaal
Het verhaal van deze film is losjes gebaseerd op een deel van de roman De reis naar het westen van Wu Cheng'en.  IJzeren Waaier Prinses is het hoofdpersonage. De film focust op het duel tussen de Apenkoning en een wraaklustige prinses, wier waaier nodig is om het vuur rond een naburig dorp te kunnen blussen.

## Invloed
Tie Shan Gong Zhu was een invloedrijke film. In 1942 werd hij geëxporteerd naar Japan, waar hij een inspiratiebron vormde voor de zestienjarige Osamu Tezuka en waar hij de Japanse Keizerlijke Marine motiveerde om zelf een geanimeerde langspeelfilm te maken. Het resultaat ervan was de film Momotarō: Umi no Shinpei uit 1945.

## Verwijzingen
- (en)   Tie Shan Gong Zhu in de Internet Movie Database
- Tie Shan Gong Zu op Internet Archive (ondertitels zelf toevoegen)
- Tie Shan Gong Zu op YouTube (ondertiteld)